# Caro Scrimali
Caro Scrimali (* 9. Oktober 1976 als Carolin Gralla in Herten, Nordrhein-Westfalen) ist eine deutsche Schauspielerin.

## Werdegang
Nach ihrem Abitur am altsprachlichen Gymnasium Petrinum Recklinghausen absolvierte sie eine Ausbildung bei Peter Mustafa in Köln (Method Acting) und Alexa Riechert in München. Bekannt wurde sie vor allem durch die Fernsehserie Marienhof, in der sie über mehrere Jahre die Rolle der Trixi van der Looh spielte, für die sie Boxen lernte.
Sie lebt in Köln, wo sie eine Künstleragentur betreibt.

## Filmografie (Auswahl)
- 1999: Die Nesthocker – Familie zu verschenken (Fernsehserie)
- 2000: Etage Zwo (Fernsehserie)
- 2000: Engel & Joe (Kinofilm)
- 2001–2006: Marienhof (Fernsehserie, 139 Folgen)
- 2003: Status Yo (Kinofilm)
- 2003: Bloodbound (Fernsehfilm)
- 2005: Lindenstraße (Fernsehserie)
- 2016: SOKO Köln (Fernsehserie, Folge Verhängnisvolles Date)
- 2016: Der Lehrer (Fernsehserie, Folge Schwing die Hufen Blondie!)
- 2016: Club der roten Bänder (Fernsehserie, Folge Abschiede)
- 2018: Bettys Diagnose (Fernsehserie, Folge Aufbruch)
- 2018: WaPo Bodensee (Fernsehserie, Folge Verschwunden)
- 2019: Ein Ferienhaus auf Teneriffa
- 2020: Kommissarin Lucas – Die Unsichtbaren (Fernsehreihe)
- 2023: Der Staatsanwalt (Fernsehserie, Folge Flüchtige Spuren)
- 2024: Perfekt verpasst (Fernsehserie, 7 Folgen)
- 2025: WaPo Duisburg (Fernsehserie, Folge Grüner Protest)